# Поп-іт
Поп-іт або попі́т (з англ. pop it — «лопни це») — кнопкова антистрес-іграшка, що отримала популярність серед дітей, підлітків і дорослих навесні 2021 року.
Являє собою гумову чи силіконову іграшку з півсферами для натискання, при якому видається звук клацання.
Поп-іт часто порівнюють з іншою антистрес-іграшкою — сімпл-дімплом, який на відміну від попіта має меншу кількість «пухирців» і невеликий розмір.
Людину, що використовує поп-іт, називають попітером.

## Популярність
Важливу роль у високій популярності поп-іта зіграли соціальні мережі: діти й підлітки почали помічати нову іграшку у популярних блогерів у TikTok і Instagram, і їм стало цікаво придбати її.